# A Compilation of Warped Music
A Compilation of Warped Music è la prima compilation del Warped Tour, edita nel 1998.
Include 25 tracce degli artisti che hanno partecipato almeno una volta al tour ed anche alcuni inediti dei $wingin' Utter$, dei The Mighty Mighty Bosstones e dei Sick of It All.

## Tracce
1. Morkovian Process - 1:31 (Bad Religion)
2. Observatory - 2:46 ($wingin' Utter$)
3. Wake-Up Call - 2:18 (The Mighty Mighty Bosstones)
4. It's My Job to Keep Punk Rock Elite - 1:21 (NOFX)
5. I'll Get There - 2:26 (ALL)
6. Broken - 2:47 (Pennywise)
7. King Alvarez - 2:24 (Strung Out)
8. All Mine - 3:23 (Dance Hall Crashers)
9. Sky - 3:16 (Twenty Two Jacks)
10. Zip, Gun 98 - 3:15 (Royal Crown Revue)
11. Forewell - 2:54 (Smooths)
12. A Postcard Would Be Nice - 2:03 (No Use for a Name)
13. Straight Ahead - 0:57 (Sick of It All)
14. Cracked - 1:58 (Bouncing Souls)
15. Open Up - 2:45 (Man Will Surrender)
16. Nigel - 2:42 (Hepcat)
17. Cumbia de los Muertos - 3:34 (Ozomatli)
18. Gotto - 2:18 (Descendents)
19. Failure - 2:46 (Lagwagon)
20. Your Creation - 2:03 (Red Five)
21. The Bell Tower - 2:43 (Mad Caddies)
22. Molly Coddled - 1:58 (Tilt)
23. Friend - 2:02 (El Centro)
24. The Poor Me Sob Story - 3:16 (Furious Four)
25. Charades - 3:48 (No Knife)